# روسكو برادي
روسكو برادي (بالإنجليزية: Roscoe Brady)‏ (و. 1923 – م) هو عالم كيمياء حيوية، وعالم وراثة من الولايات المتحدة الأمريكية . ولد في فيلادلفيا (بنسيلفانيا) . وهو عضواً في الأكاديمية الوطنية للعلوم .

## التعليم
تعلم في مدرسة طب هارفرد، وجامعة ولاية بنسلفانيا

## جوائز
حصل على جوائز منها:
- قلادة العلوم الوطنية الأمريكية في مجال التكنولوجيا والإبتكار (2007)
- جائزة مؤسسة غيردنر الدولية (1973)
- جائزة لاسكر-دبغي للأبحاث الطبية السريرية.